# Culdesac
Pour les articles homonymes, voir Cul-de-sac.
La ville de Culdesac est située dans le comté des Nez-Percés dans l'État de l'Idaho aux États-Unis.
Cette région de l'Idaho était une piste fréquentée par les Amérindiens de la Nation des Nez-Percés. Ce sont les coureurs des bois et trappeurs canadiens français qui nommèrent cet endroit cul-de-sac. 
En 1863, ce lieu était connu comme un repaire de trafiquants de fourrure et d'alcool. 
En 1900, un bureau de poste fut ouvert sous la dénomination de Culdesac.

## Démographie
| 1910 | 1920 | 1930 | 1940 | 1950 | 1960 |
| ---- | ---- | ---- | ---- | ---- | ---- |
| 436  | 397  | 287  | 219  | 175  | 209  |

| 1970 | 1980 | 1990 | 2000 | 2010 | - |
| ---- | ---- | ---- | ---- | ---- | - |
| 211  | 261  | 280  | 378  | 380  | - |